# Sungai Petai (Kampar Kiri Hilir)
Sungai Petai is een bestuurslaag in het regentschap Kampar van de provincie Riau, Indonesië. Sungai Petai telt 1426 inwoners (volkstelling 2010).